# نانو (بازیکن فوتبال اسپانیایی، زاده ۱۹۸۴)
نانو (انگلیسی: Nano؛ زادهٔ ۲۷ اکتبر ۱۹۸۴) بازیکن فوتبال اهل اسپانیا است.
از باشگاه‌هایی که در آن بازی کرده‌است می‌توان به باشگاه فوتبال کوردوبا، باشگاه فوتبال کادیس، باشگاه فوتبال بارسلونا بی، باشگاه خیمناستیک تاراگونا و باشگاه فوتبال پاناتینایکوس اشاره کرد.